# Serse Cosmi
Serse Cosmi (ur. 5 maja 1958 w Ponte San Giovanni) – włoski trener piłkarski.